# Галаджан, Артём Сергеевич
Артём Серге́евич Галаджа́н (род. 22 мая 1998, Новороссийск, Россия) — российский футболист, нападающий омского клуба «Иртыш».

## Биография

### Клубная карьера
Воспитанник новороссийского «Черноморца», первый тренер Леонид Александрович Писарев. В двенадцатилетнем возрасте вошёл в систему московского «Локомотива». В 2014 году был переведен в дублирующий состав, где провёл два сезона. В сезоне 2016/17 стал активно привлекаться к тренировкам и матчам первой команды. Дебютировал в чемпионате России 26 ноября 2016 года в матче против «Урала». Выступал за молодёжную команду, «Казанку», провёл шесть матчей за основной состав железнодорожников.
«Локомотив» отдавал Галаджана в аренду в «Оренбург» и «Ротор». В 2020 году контракт футболиста с московским клубом закончился, и он перешёл в «Нижний Новгород». Вместе с командой пробился в РПЛ, где в сезоне-2021/22 принял участие в трёх матчах.
26 января 2022 года перешёл в «Томь» на правах свободного агента. Контракт нападающего с сибирским клубом рассчитан до конца 2022 года.
20 февраля 2023 заявлен за ФК Урал под 50 номером.

### Карьера в сборной
За юношескую сборную 1998 года рождения дебютировал в 2013 году в товарищеском матче против швейцарцев. В составе юношеской сборной России до 17 лет принял участие на юношеском чемпионате Европы 2015: провёл один матч группового этапа против греков.

## Достижения
- Чемпион России: 2017/18
- Обладатель Кубка России: 2016/17